# Złoty Chmiel
Złoty Chmiel − najwyższe wyróżnienie przyznawane przez Towarzystwo Promocji Kultury Piwa Bractwo Piwne osobom lub instytucjom szczególnie zaangażowanym w edukację i propagowanie szeroko rozumianej kultury piwa. Medal przyznawany jest od roku 1999.

## Laureaci Złotego Chmielu
- 1999: Kazimierz Kutz – reżyser i senator
- 2000: Leszek Mazan – publicysta i animator kultury
- 2001: Terry Lock – przewodniczący Europejskiej Unii Konsumentów Piwa
- 2002: Andrzej Sadownik – wykładowca SGGW i propagator domowego warzenia piwa
- 2003: Andrzej Jakubiec – burmistrz Krasnegostawu oraz Andrzej Leńczuk, dyrektor Krasnostawskiego Domu Kultury, organizatorzy Chmielaków Krasnostawskich
- 2004: Robert Makłowicz – propagator kultury kulinarnej
- 2005: Artur Szudrowicz – twórca portalu internetowego o tematyce piwnej Browar.biz
- 2006: Maria Polska – piwowar Browaru Zwierzyniec, popularyzatorka tradycyjnych metod warzenia piwa
- 2007: Krzysztof Żurawski – dziennikarz i wydawca, twórca magazynu Pivaria
- 2008: Sławomir Pahlke – propagator tradycyjnych metod warzenia piwa. Twórca piw Żywe, Koźlak, Grand Imperial Porter dla browaru Amber, pośmiertnie
- 2009: Marek Jakubiak – właściciel Browaru Ciechan i Browaru Lwówek
- 2010: Andrzej Olkowski – prezes Stowarzyszenia Regionalnych Browarów Polskich i współwłaściciel Browaru Kormoran
- 2011: Grzegorz Zwierzyna – autor projektu Browar Pinta, szef Piwiarni Żywieckiej i współorganizator Festiwalu Birofilia
- 2012: nie przyznano
- 2013: Agnieszka Wołczaska-Prasolik – za wieloletnią organizację i współorganizację: Wrocławskich Warsztatów Piwowarskich (wraz z towarzyszącymi im konkursami piw domowych), największej polskiej niezależnej imprezy promującej piwo i kulturę z nim związaną – Festiwalu Dobrego Piwa we Wrocławiu oraz Konkursu Piw Domowych im. Sławomira Pahlke w Gdańsku.
- 2014: Tomasz Kruz – za popularyzację historii browarnictwa